# Rybaki (Roś)
Rybaki – dawniej samodzielna wieś, obecnie południowo-wschodnia część osiedla Roś na Białorusi, w obwodzie grodzieńskim, w rejonie wołkowyskim, w sielsowiecie Roś. Rozpościera się równolegle do rzeki Roś, wzdłuż jej wschodniego brzegu.
W dwudziestoleciu międzywojennym leżała w Polsce, w województwie białostockim, w powiecie wołkowyskim, w gminie Roś. 16 października 1933 utworzono gromadę Rybaki w gminie Roś, obejmującą wsie Rybaki i Mielniki. Po II wojnie światowej weszła w struktury ZSRR.